# Доусон, Джон
Джон До́усон (англ. John Dowson; 1820–1881) — британский индолог. 

## Биография
Родился в 1820 году в Аксбридже.
Его дядей был востоковед и лингвист Эдвин Норрис, которому он помогал в работе Королевского азиатского общества Великобритании и Ирландии, и под руководством которого занимался изучением восточных языков.
Работал тьютором в Колледже Ост-Индской компании.
В 1855—1877 года являлся профессором хиндустани в Университетском колледже Лондона Лондонского университета и Королевском военном училище.
Был членом Королевского азиатского общества Великобритании и Ирландии.

## Научная деятельность
В 1862 году составил «Грамматику языка урду или хиндустани» (англ. Grammar of the Urdu or Hindustani Language). Является переводчиком одного из трактатов «Ихвану с-сафа» («Братья чистоты»), чьё издание на хиндустани являлось любимой книгой в Индии. Его magnum opus является вышедшая в 1867–1877 годах восьмитомная «История Индии рассказанная самими её историками» (англ. History of India as told by its own Historians), в основу которой были положены рукописи историка и государственного деятеля сэра Генри Майерса Эллиота. Кроме того, его перу принадлежат вышедший в 1879 году «Классический словарь индуистской мифологии и религии, истории и литературы» (англ. Classical Dictionary of Hindu Mythology and Religion, History and Literature). Он является автором статей в Британской энциклопедии и «Журнале Королевского азиатского общества». Работы Доусона, посвящённые индийским надписям сохраняют научную ценность, хотя выдвинутая им теория «изобретения индийского алфавита» согласно которой он имеет индуистское происхождение, не встретила широкой поддержки в научных кругах.

## Научные труды
- Dowson J. A Classical Dictionary of Hindu Mythology and Religion, Geography, History, and Literature (1879)
- Dowson J. A Grammar of the Urdu or Hindustani Language (1908)
- Editing for H.M. Elliot's The History of India, as Told by Its Own Historians: The Muhammadan Period (1867–77) (Vol. 1, 2, 3, 4, 5, 6,7, 8)
- Dowson J. On the Geographical Limits, History, and Chronology of the Chera Kingdom of Ancient India  // The Journal of the Royal Asiatic Society of Great Britain and Ireland[англ.] Vol. 8 (1846), pp. 1-29. (копия статьи)